# Омеличи (Добрянский район)
Омеличи — деревня в Добрянском районе Пермского края. Входит в состав Перемского сельского поселения.

## Географическое положение
Деревня расположена на реке Малая Грязнуха, примерно в 16 км к северу от административного центра поселения, села Перемское. Через деревню проходит автомобильная дорога Пермь — Березники.

## Население
| 2010 |
| ---- |
| 9    |

## Топографические карты
- Лист карты O-40-42 Чёлва. Масштаб: 1 : 100 000. Состояние местности на 1982 год. Издание 1988 г.